# Witkowice (Mazovie)
Witkowice  [vitkɔˈvit͡sɛ] est un village polonais de la gmina de Młodzieszyn dans le powiat de Sochaczew et dans la voïvodie de Mazovie.
Il se situe à environ 5 kilomètres au nord-est de Młodzieszyn, à 12 kilomètres au nord de Sochaczew et à 54 kilomètres à l'ouest de Varsovie.
Sa population est d'environ 500 habitants.